# Meneo de la Marisma
En el universo ficticio de Las Crónicas de Narnia, creado por el escritor C.S. Lewis, los meneos de la marisma o renacuajos del pantano (Marsh-wiggles en inglés), son una raza de "ranas-humanas" o humanoides que habitan las marismas del norte de Narnia. Son descritos como "orejudos" y con piel verde grisácea. Ellos tienen pies y manos palmeadas. A la vez, tienen torsos cortos. En La silla de plata aparece uno llamado Charcosombrío o Barroquejón. Es un meneo de la marisma un poco pesimista para parámetros humanos, pero alegre para los de su especie, que suele tomar la vida en serio. Es el compañero de viaje de Jill y Eustace en la búsqueda del príncipe Rilian en las tierras del norte y el mundo inferior. Un ejemplo de la diferencia entre estas criaturas y los humanos es cuando la mano de Charcosombrío fue pisada por un terrano y su dolor no es nada cercano al dolor que hubiera sentido si fuera un humano.
- Datos: Q1109328